# Мелінь (комуна)
Мелінь, Меліні (рум. Mălini) — комуна у повіті Сучава в Румунії. До складу комуни входять такі села (дані про населення за 2002 рік):
- Єсле
- Велень-Стинішоара (786 осіб)
- Мелінь (3337 осіб)
- Пирає (1774 особи)
- Пояна-Мерулуй (1267 осіб)

Комуна розташована на відстані 335 км на північ від Бухареста, 25 км на південний захід від Сучави, 118 км на захід від Ясс.

## Населення
За даними перепису населення 2002 року у комуні проживали 7164 особи.
Національний склад населення комуни:
| Національність | Кількість осіб | Відсоток |
| -------------- | -------------- | -------- |
| румуни         | 7127           | 99,5%    |
| цигани         | 33             | 0,5%     |
| угорці         | 2              | < 0,1%   |
| євреї          | 2              | < 0,1%   |

Рідною мовою назвали:
| Мова      | Кількість осіб | Відсоток |
| --------- | -------------- | -------- |
| румунська | 7162           | > 99,9%  |
| угорська  | 1              | < 0,1%   |
| циганська | 1              | < 0,1%   |

Склад населення комуни за віросповіданням:
| Релігія       | Кількість осіб | Відсоток |
| ------------- | -------------- | -------- |
| православні   | 6697           | 93,5%    |
| бретрени      | 4              | 0,1%     |
| старообрядці  | 4              | 0,1%     |
| адвентисти    | 2              | < 0,1%   |
| юдеї          | 2              | < 0,1%   |
| п'ятдесятники | 1              | < 0,1%   |
| унітарії      | 1              | < 0,1%   |